# 千代ヶ様城
千代ヶ様城（ちよがためしじょう）は、富山県砺波市庄川町庄にあった日本の城。砺波市登録「ふるさと文化財」の史跡登録地。とやま城郭カードNo.41。

## 規模

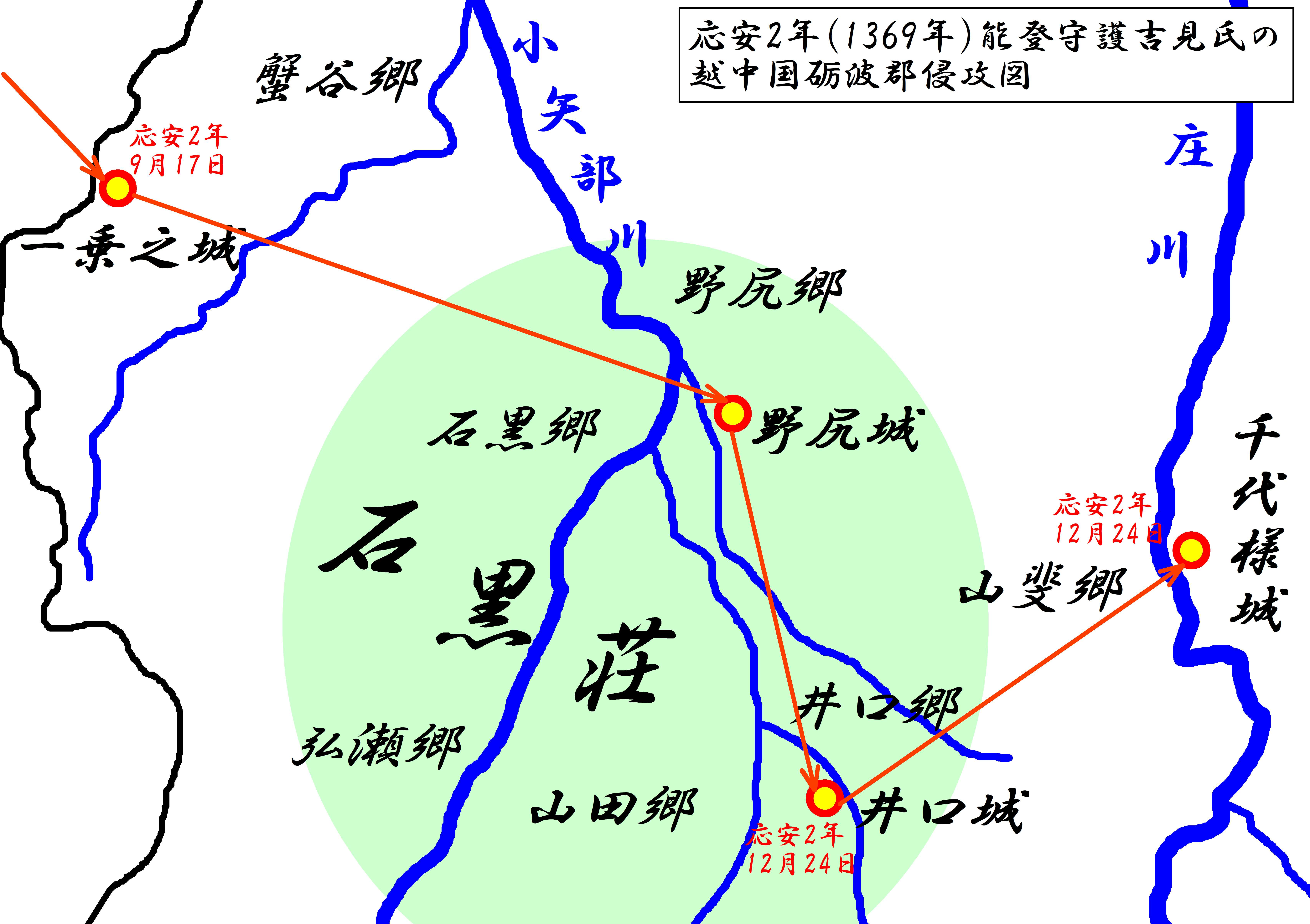
応安2年（1369年）の砺波郡侵攻図。この年、能登守護吉見氏頼率いる軍団によって桃井派の礪波郡の諸城は陥落したようである。

標高334.5メートルの三条山山頂部に築かれた山城。比高差は230メートル。北西約1.5キロメートルに在った越中国・庄ノ城（壇城）の詰城とされている。山頂から続く2本の尾根上に展開しており、要所要所は堀切によって区切られている。山頂部に在る曲輪は狭く、櫓台であったか。その周囲には急な切岸が見られる。「櫓台」から庄ノ城方面に伸びる尾根上に設けられた郭は最も大きく、2本の堀切によって入り組んだ構造となっており、虎口に面する箇所には土塁が築かれている。「櫓台」からその反対に伸びる尾根上に設けられた郭はその両側を急な切岸によって防備し、周囲に土塁が見られる。北側の麓には城兵の飲み水として使われたと言われる小さな池が在る。

## 歴史
名前の由来は不明。
正平年間に南朝方の越中守護桃井直常によって庄ノ城と共に築かれたと思われる。
応安元年（1368年）8月、越中国守護に任じられた斯波義将が桃井直常討伐を開始。これに敗れた桃井直常はそのまま北朝方の吉見氏が治める能登国へと侵攻するも激しい抵抗に遭い撤退。直常の子桃井直和は再び転じて加賀国守護富樫昌家が拠る加賀国富樫城を攻めた。能登国守護吉見氏頼の救援により敗走した直和は越中国一乗寺城に籠るも追撃を退けられず、千代ヶ様城へと退いた。吉見氏は追撃の手を緩めず越中に兵を進め、応安2年（1369年）9月24日、千代ヶ様城は越中国井口城と共に落城し、直和は越中国松倉城へと落ち延びた。
廃城時期などは不明だが、曲輪の周囲に土塁を巡らせる等戦国期の特徴も見受けられ、当時の庄ノ城の主であった石黒氏が改修して使用していた事を窺わせる。廃城時期は戦国末期まで下るであろう。

## 現在
展望台、案内板が立てられている。指定史跡ではないが、2011年（平成23年）に「砺波市ふるさと文化財」（史跡）に登録されている。また「とやま城郭カード」のNo.41に選ばれている。